# 1901 (песня)
«1901» — песня французской альтернативной рок-группы Phoenix, изданная в качестве первого сингла с их четвёртого студийного альбома Wolfgang Amadeus Phoenix 23 февраля 2009 года, возглавившая альтернативный хит-парад Billboard Alternative Songs. В 2011 году вышла кавер-версия британской певицы Birdy, вошедшая в её дебютный альбом и попавшая в хит-парады Бельгии.

## Сингл Phoenix
Видеоклип к песне вышел в мае 2009 года. В июле «1901» попала в хит-парад Billboard Alternative Songs, где позже смогла подняться на вершину, став четвёртым синглом, изданным независимым звукозаписывающим лейблом, занявшим там первое место. В феврале 2010 года в Великобритании вышло переиздание сингла. По словам вокалиста группы и автора песни, это «фантазия о Париже» начала XX века.
Phoenix выступали с «1901» на нескольких телевизионных шоу, включая The Tonight Show with Conan O’Brien,, Late Show with David Letterman и Saturday Night Live. Песня звучала в эпизодах телесериалов Сплетница, Мелроуз Плейс, Дневники вампира и  Адские кошки, трейлере фильма Нью-Йорк, я люблю тебя, рекламе PlayStation 3 и Cadillac SRX, видеоиграх Test Drive Unlimited 2, Guitar Hero 5, NBA 2K13, Forza Horizon, APB: Reloaded (All Points Bulletin: Reloaded), NHL 2K10.
Песня получила положительные отзывы от музыкальных критиков изданий Pitchfork Media,NME', PopMatters, Philadelphia Inquirer, Spin.

### Позиции в чартах
| Чарт (2009—2011)                  | Наивысшая позиция |
| --------------------------------- | ----------------- |
| США Billboard Hot 100             | 84                |
| США Alternative Songs (Billboard) | 1                 |
| США Rock Songs (Billboard)        | 3                 |
| США Adult Pop Songs (Billboard)   | 34                |
| Канада (Canadian Hot 100)         | 73                |

### Сертификации
| Страна | Статус     |
| ------ | ---------- |
| США    | Платиновый |

### Титулы
| Издание         | Страна    | Титул                    | Год  | Номер |
| --------------- | --------- | ------------------------ | ---- | ----- |
| Spin            | США       | Лучшие песни 2009        | 2009 | 2     |
| Pitchfork Media | США       | Топ 100 песен 2009       | 2009 | 3     |
| Slant Magazine  | США       | Топ 25 песен 2009        | 2009 | 3     |
| Rolling Stone   | США       | Лучшие песни 2009        | 2009 | 5     |
| Rolling Stone   | США       | Лучшие песни десятилетия | 2009 | 80    |
| Pitchfork Media | США       | Топ 500 песен 2000-х     | 2009 | 228   |
| Triple J        | Австралия | Горячий топ 100 2009     | 2010 | 13    |

## Сингл Birdy
9 марта 2012 года британская певица Birdy выпустила кавер-версию «1901» в качестве четвёртого сингла с её дебютного альбома Birdy. Премьера видеоклипа к песне состоялась на YouTube 10 февраля 2012 года.

### Позиции в чартах
| Чарт (2012)                                | Наивысшая позиция |
| ------------------------------------------ | ----------------- |
| Бельгия/Фландрия (Ultratip Bubbling Under) | 12                |
| Бельгия/Валлония (Ultratip Bubbling Under) | 11                |

### Хронология выпуска
| Страна         | Дата         | Формат               | Лейбл              |
| -------------- | ------------ | -------------------- | ------------------ |
| Великобритания | 9 марта 2012 | цифровая дистрибуция | Warner Music Group |